# Bibliothèque Louis-Nucéra
La bibliothèque Louis-Nucéra est une bibliothèque municipale à vocation régionale inaugurée le 29 juin 2002 à Nice, dont c'est la bibliothèque centrale. Elle est baptisée ainsi en hommage à l’écrivain niçois Louis Nucéra né en 1928 et tragiquement disparu en août 2000.

## Présentation

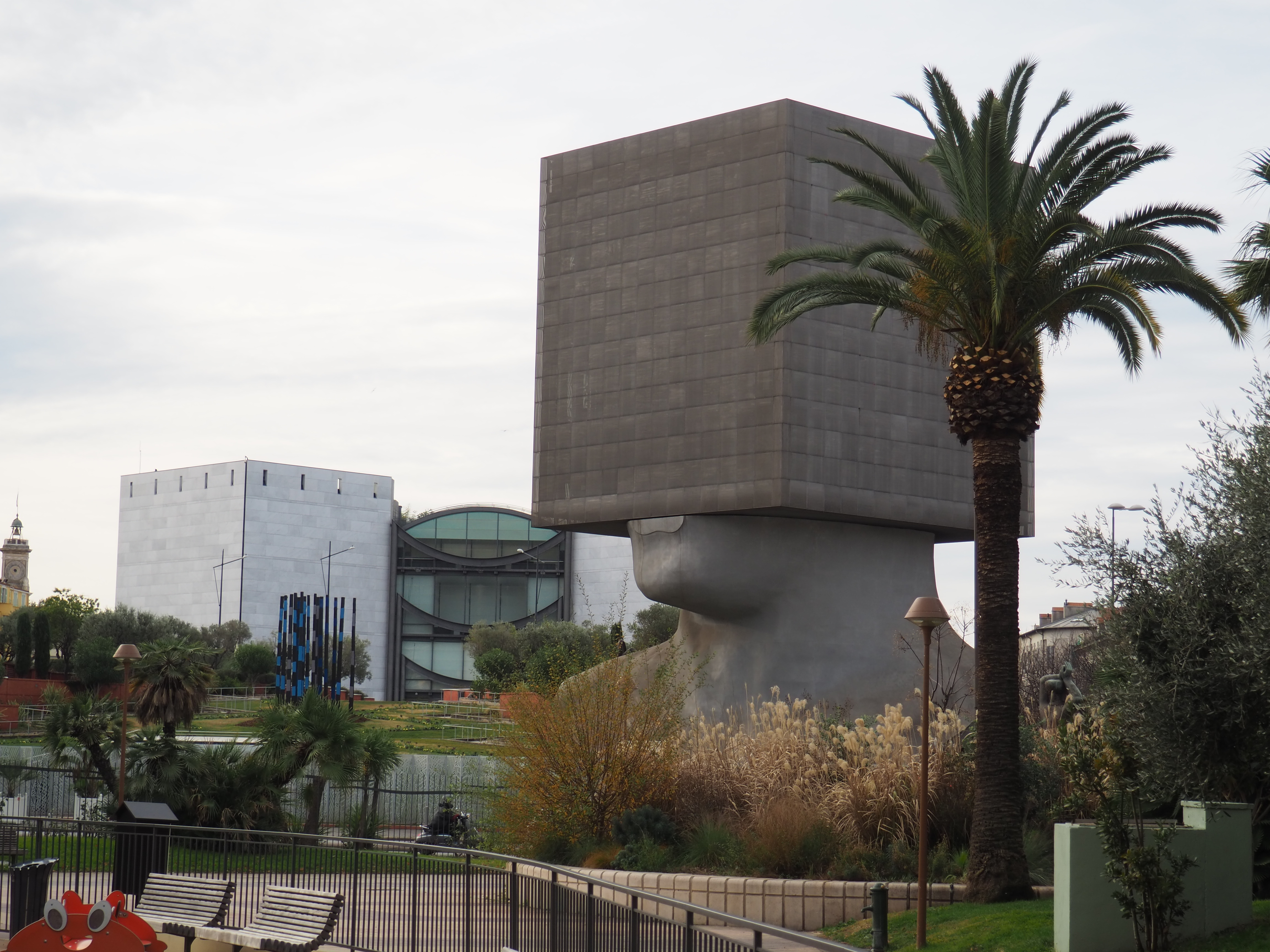

Construite à côté du musée d'art moderne et d'art contemporain, sur le lit du Paillon, elle est en fait constituée de deux édifices distincts : la Tête Carrée, conçue par Sacha Sosno et qui abrite les services administratifs de la bibliothèque, et la bibliothèque elle-même. Elle accueille également une vidéothèque, une bibliothèque musicale, un espace d'expositions et un auditorium. 
En tout, plus de 200 000 documents sont proposés en consultation et en prêt.
À l'entrée, une plaque présente une citation de Louis Nucéra :

« Combien de livres nous accompagnent dans notre vie ! s’échappent d’eux des mots d’océans, de fleuves, de rosée, de forêts,… des mots tout simples qui confondraient les théoriciens s’ils préféraient enfin sentir les choses plutôt que de vouer leur vie à les raisonner. »